# Alfred Grenander (jurist)
Johan Magnus Alfred Grenander (i riksdagen kallad Grenander i Skövde), född 18 april 1824 i Skövde stadsförsamling, Skaraborgs län, död 24 juli 1909 i Engelbrekts församling, Stockholms stad, var en svensk auditör och politiker. Han var son till kyrkoherden Elias Christopher Grenander (riksdagsman i prästeståndet) och far till arkitekten Alfred Grenander och konståkaren Henning Grenander.

## Biografi
Grenander var verkställande direktör i Städernas allmänna brandstodsbolag. Han var riksdagsman för borgarståndet 1859–1866. Han representerade borgarståndet i Skövde, Varberg och Ulricehamn 1859/60 samt representerade Skövde, Varberg och Askersund vid ståndsriksdagarna 1862/63 och 1865/66.
Grenander invaldes 1866 i det första riksdagsvalet till ledamot av andra kammaren. Han var riksdagsman 1867–1875 samt 1879–1881, invald i Mariestads, Skara och Skövde valkrets.
Alfred Grenander är begravd på Sankt Sigfrids kyrkogård i Skövde.